# Hendrik Casimir
Hendrik Brugt Gerhard (Henk) Casimir (Den Haag, 15 juli 1909 – Heeze, 4 mei 2000) was een Nederlandse theoretisch natuurkundige. Hij is bekend vanwege zijn twee-fluïdamodel voor supergeleiding (met Cor Gorter), het casimireffect (met Dirk Polder, 1948) en de Casimir-operator in de kwantummechanica. Hij was een invloedrijk bestuurder van Philips.

## Biografie

### Familie
Casimir was de zoon van de opvoedkundige en wijsgeer Rommert Casimir (1877-1957) en de onderwijzeres Teunezien Dina Borgman (1882-1962). De paranormaal genezer Johan Borgman was zijn oom. Samen met twee zussen groeide Hendrik op in Den Haag.
Op 11 oktober 1933 trad Casimir in het huwelijk met Josina Maria Jonker (1911-2011), een natuurkundige die werkzaam was op het Kamerlingh Onnes Laboratorium. Uit dit huwelijk werden een zoon en vier dochters geboren.

### Opleiding
Casimir doorliep het Nederlandsch Lyceum in Den Haag, waar zijn vader rector was. Op zestienjarige leeftijd slaagde hij voor het eindexamen hbs-b en behaalde het jaar daarop het diploma gymnasium-alfa. Hij studeerde theoretische natuurkunde bij Paul Ehrenfest aan de Rijksuniversiteit Leiden (1926-1929) en bij Niels Bohr aan de Universiteit van Kopenhagen (1929-1930). In 1930 deed hij doctoraalexamen en in 1931 – hij was toen 21 jaar – promoveerde hij bij Ehrenfest op het proefschrift Rotation of a Rigid Body in Quantum Mechanics over de kwantummechanica van een draaiend lichaam en de rotaties van moleculen. Hierbij introduceerde hij een nieuwe wiskundige grootheid in de groepentheorie, de Casimir-operator.

### Universiteiten
Na zijn promotie werd hij in september 1932, als opvolger van Rudolf Peierls, assistent van Wolfgang Pauli aan de Eidgenössische Technische Hochschule (ETH) in Zürich. Peierls had de positie drie jaar vervuld en de bedoeling was dat Casimir even lang zou aanblijven. Echter, op dringend verzoek van Ehrenfest keerde hij in 1933 terug naar Leiden. De reden werd al snel duidelijk - kort na Casimirs terugkomst benam Ehrenfest zichzelf en zijn geestelijk gehandicapte zoon van het leven, iets wat hij al geruime tijd van plan was. Tot de komst van Hendrik Kramers als opvolger van Ehrenfest werd Casimir belast met de leiding van de afdeling theoretische natuurkunde.
Van 1932 tot 1942 werkte Casimir als medewerker aan de Rijksuniversiteit Leiden. In april 1939 werd hij vanwege het Leids Universiteits Fonds benoemd tot bijzonder hoogleraar. Hij hield zich vooral bezig met elektromagnetische straling.

### Philips
Na de sluiting van de universiteit door de bezetter in 1942 trad hij in dienst bij het Philips Natuurkundig Laboratorium (NatLab) in Eindhoven. Nadat in de herfst van 1944 het zuiden van Nederland was bevrijd werd na overleg met het militaire gezag en met instemming van de Nederlandse regering in ballingschap in Eindhoven de Tijdelijke Academie opgericht. Casimir die hierbij betrokken was werd benoemd tot rector magnificus.
Direct na de oorlog, in 1946, werd hij benoemd tot een van de drie directeuren van het NatLab die de leiding van Gilles Holst overnamen. Desondanks kon hij zich nog bezighouden met fundamenteel onderzoek en ontdekte onder andere het naar hem vernoemde casimireffect. Van 1956 tot 1972 had hij als lid van de raad van bestuur de leiding over alle researchactiviteiten van Philips.

### Overlijden
Prof. H.B.G. Casimir bleef tot op hoge leeftijd actief: in 1999 publiceerde hij zijn laatste artikel. Hij overleed in mei 2000.

## Werk

### Supergeleiding
Samen met Cor Gorter ontwikkelde Casimir begin jaren 1930 het zogeheten twee-vloeistoffenmodel (twee-fluïdamodel), een fenomenologische theorie waarmee ze trachtten het verschijnsel supergeleiding – het weerstandloos geleiden van een elektrische stroom bij zeer lage temperaturen – te verklaren. Op basis van de thermodynamica en de wetten van Maxwell werden elektronen in een supergeleider beschouwd als een mengsel van twee vloeistoffen. De eerste was 'normaal' en verantwoordelijk voor de weerstand en entropie; de tweede was 'supergeleidend' en had geen weerstand en geen entropie. Hoewel het model niets zei over de aard van supergeleiding, kon Casimir er verschillende thermodynamische resultaten uit afleiden.
Later gebruikte Casimir de cryofaciliteiten van het Kamerlingh Onnes Laboratorium in Leiden om de effecten van onder meer paramagnetisme te bestuderen bij temperaturen nabij het absolute nulpunt.

### Casimireffect
In 1948 voorspelde Casimir met Dirk Polder op theoretische gronden het casimireffect. Hij voorspelde dat twee ongeladen parallelle metalen platen, die in een vacuüm zeer dicht bij elkaar worden geplaatst, elkaar aantrekken. De platen gedragen zich als spiegels voor elektromagnetische golven. In 1958 werd zijn vermoeden door Hans Sparnaay experimenteel getest. De gevonden resultaten waren niet in strijd met de theorie, maar kampten met grote meetfouten. In 1997 werd een nauwkeurigere meting uitgevoerd en werd zijn effect experimenteel bevestigd. Het casimireffect is van grote invloed op de mechanische eigenschappen van microstructuren, zoals MEMS (micro-electromechanical systems) en NEMS (nano-electromechanical systems).
Latere experimenten met twee nauwkeurig naar elkaar toe bewegende metalen platen, waarvan één metalen plaat op kamertemperatuur is en de andere een hogere temperatuur heeft, hebben aangetoond dat naargelang de afstand kleiner wordt gemaakt een steeds betere warmteoverdracht ontstaat. Wanneer de afstand kleiner wordt dan de golflengte van de infraroodstraling,
neemt de warmteoverdracht weer af. Indien er daarna fysiek contact tussen de platen plaatsvindt, neemt de warmteoverdracht weer toe.

## Promoties
Bij Casimir promoveerden
- Hendrik van Bueren op het proefschrift Influence of Lattice Defects on the Electrical Properties of Cold-Worked Metals (1956) aan de Universiteit Leiden (hij had zelf weer 29 geslaagde promovendi) en
- Carolyne Marina van Vliet op Current Fluctuations in Semiconductors and Photoconductors (1956) aan de Vrije Universiteit Amsterdam (bij Gerardus Sizoo, Casimir was copromotor. Zij had zelf weer zes (?) geslaagde promovendi.

## Prijzen en lidmaatschappen
Hij was president van de Vereniging van Europese Natuurkundigen, lid en eerste president van de Koninklijke Nederlandse Akademie van Wetenschappen, buitenland lid van de US National Academy of Engineering (NAE), de Britse Royal Society en andere toonaangevende natuurkundige organisaties. Na zijn pensionering werd hij president van de European Physical Society (EPS). Hij kreeg een tiental eredoctoraten en erelidmaatschappen en verscheidene Nederlandse en buitenlandse onderscheidingen. In 1985 ontving hij de Matteucci Medal.

## Vernoemd
De Koninklijke Nederlandse Akademie van Wetenschappen en de Nordrhein-Westfälische Akademie der Wissenschaften und der Künste reikten van 1997 tot 2012 het Hendrik Casimir-Karl Ziegler Onderzoekstipendium uit met als doel de bevordering van de samenwerking tussen de Duitse en Nederlandse wetenschapsbeoefening door het uitwisselen van jonge veelbelovende onderzoekers.
Planetoïde (12954) Hendrikcasimir is naar hem vernoemd.